# Florian Fricke
Florian Fricke, född 23 februari 1944 i Lindau am Bodensee i Tyskland, död efter ett slaganfall 29 december 2001 i München, var en tysk musiker. Fricke har haft ett betydande inflytande över den elektroniska musiken och musik skapad med synthezisers. Han är känd som grundare av krautrockbandet Popol Vuh.
Fricke använde sig främst av en Moog synthesizer och var en av de första att använda och äga en sådan. År 1967 mötte Fricke den tyska regissören Werner Herzog som han kom att samarbeta med i flera år, bland annat genom att skriva musik till flera av dennes filmer, både själv och med Popol Vuh. Han samarbetade även med en rad andra musikartister, som Tangerine Dream och Amon Düül II.

## Filmografi i urval

### Kompositör
- 1970 – Dvärgar har också varit små
- 1979 – Nosferatu – nattens vampyr

### Roller
- 1968 – Lebenszeichen
- 1974 – Kaspar Hauser - var och en för sig och Gud mot alla